# Chaetanthera
Chaetanthera é um género botânico pertencente à família Asteraceae.